# Ягодне (Бурятія)
Ягодне (рос. Ягодное) — село Селенгинського району, Бурятії Росії. Входить до складу Сільського поселення Загустайське.
Населення —  320 осіб (2015 рік). 